# Derbyshire
Derbyshire là một hạt truyền thống ở đông trung bộ của Anh. Hạt có diện tích  km², dân số người. Một phần đáng kể của vườn quốc gia Peak District nằm trong Derbyshire. Phần phía bắc của Derbyshire trùng lặp với các Pennines, một chuỗi nổi tiếng của những ngọn đồi và núi. Hạt chứa bên trong ranh giới của nó xấp xỉ 225 dặm Anh một phần của rừng quốc gia, và các biên giới Đại Manchester Tây Bắc, Tây Yorkshire ở phía Bắc, Nam Yorkshire về phía Đông Bắc, Nottinghamshire về phía Đông, Leicestershire về phía Đông Nam, Staffordshire với ở phía Tây và Tây Nam và Cheshire phía Tây. Năm 2003, Cục bản đồ đặt Giáo hội Flatts trang trại, khoảng 35 km (22 dặm) về phía bắc, Coton trong Elms, Derbyshire, như là điểm xa nhất từ biển ở Anh.
Thành phố của Derby nay là một khu vực có thẩm quyền đơn nhất, nhưng vẫn còn một phần của hạt nghi lễ Derbyshire. Hạt thành thị này không bao gồm 30 thị xã có từ 10.000 đến 100.000 cư dân. Có một số lượng lớn của nông nghiệp vùng cao thưa thớt dân cư: 75% dân số sống ở 25% diện tích.